# FitGirl Repacks
FitGirl Repacks es un sitio web que distribuye videojuegos pirateados. FitGirl Repacks es conocido por "reempaquetar" los juegos, comprimiéndolos significativamente para que puedan descargarse y compartirse de manera más eficiente. TorrentFreak incluyó a FitGirl Repacks en el sexto lugar en 2021 y en el noveno lugar en las listas de los 10 sitios de torrentes más populares de 2020.
FitGirl Repacks no piratea juegos, sino que utiliza instaladores de juegos existentes o archivos de juegos pirateados, como por ejemplo lanzamientos de la escena warez, y los vuelve a empaquetar a un tamaño de descarga significativamente menor. Los juegos reempaquetados, generalmente limitados a Microsoft Windows, se distribuyen mediante servicios de alojamiento de archivos y BitTorrent. Las instrucciones de descarga y la información para los nuevos lanzamientos se publican en el sitio web del blog FitGirl Repacks y en tres directorios de torrents: 1337x, RuTor y Tapochek. FitGirl Repacks tiene su sede en Letonia.
La llamada mascota de FitGirl Repacks es la actriz francesa Audrey Tautou, tal como aparece en la película Amélie de 2001.

## Historia
En 2012, el grupo comenzó a comprimir archivos de juegos para uso personal. Después de descubrir que los reempaquetados públicos en sitios piratas eran mucho más pequeños que sus propios reempaquetados en ese momento, decidieron aprender a optimizar su propia compresión. En ese momento, los reempaques eran primitivos y lentos, pero mejoró rápidamente. Muy pronto, estaban reempacando juegos todos los días. Después de darse cuenta de que sus reempaques estaban más optimizados que los que ya estaban disponibles, decidió comenzar a compartir sus reempaques, comenzando con un reempaque del videojuego Geometry Wars 3: Dimensions en rastreadores rusos. A esto le siguieron muchos más "repacks", con un gran éxito. 